# Rhagodoca lowei
Rhagodoca lowei är en spindeldjursart som beskrevs av Roewer 1933. Rhagodoca lowei ingår i släktet Rhagodoca och familjen Rhagodidae. Inga underarter finns listade i Catalogue of Life.